# Flemmone
Un flèmmone (dal greco ϕλεγμονή, «calore ardente») è una dispersione di pus o essudato purulento (formato da neutrofili, cellule necrotiche e liquidi) non circoscritta, che si forma per un processo di suppurazione (infezione) all'interno di un tessuto o un organo, la quale riesce a sopraffare le difese immunitarie.